# مكتبة الملك
مكتبة الملك هي معرضٌ فنّي يقعُ في المتحف البريطاني ويضمُّ أهم مجموعات الكتب والنشرات خلالَ عصر التنوير. قام جورج الرابع بتجميع هذه المكتبة العلمية التي تضمُّ أكثر من 65000 مجلد، وقد جمعها إلى الأمة البريطانية. ووُضعَت في معرض بُني خصيصًا لها في المتحف البريطاني من عام 1827 إلى عام 1997 بينما تُشكّل الآن جزءًا من المكتبة البريطانية. حتى وقت قريب، كان مصطلح مكتبة الملك في ضيغته الإنجليزيّة يُستخدم أيضًا للإشارة إلى المعرض في المتحف البريطاني الذي تم تشييده للمجموعة، والذي يُطلق عليه الآن «معرض التنوير» ويعرض مجموعة كبيرة من العناصر المتعلقة بالتنوير.

## تاريخ المكتبة

### عهد جورج الثالث
عندما أصبحَ جورج الثالث ملكًا في عام 1760، لم يرث مكتبة من أيّ حجم، كما كان جورج الثاني قد أعطى المكتبة الملكية القديمة، بما في ذلك المخطوطات الملكية الحالية، إلى المتحف البريطاني قبل ثلاث سنوات. كرجل متعلم، كان لدى جورج الثالث احترام حقيقي للتعلم والعلم، خاصة أن درس على يدِ معلمه إيرل بوت. عندما أصبح ملكًا، سرعان ما بدأ في تجميع مجموعة جديدة من الأعمال العلمية بشكل أساسي، وبدأ المشروع بجدية في 1762-1763 بشراء مكتبة جوزيف سميث. كان سميث يجمعُ الكتب في مدينة البندقية لعدة عقود، وكان يشتري الكتب من مجموعة من المصادر والأماكن في شمال إيطاليا كما اشترى مجموعات أخرى عبرَ تجارة الكتب الدولية في تلكَ الفترة. تميزت المجموعة بـ 260 محمل، بما في ذلك العديد من المجلدات الفينيسية المبكرة والشمالية الإيطالية المزودة بإضاءة جيدة وتجليد. في المجموع، اشترى الملك 6000 مجلد من سميث. لم يتم الاحتفاظ بها معًا في مكتبة جورج الثالث، ولكن مع ذلك يمكن التعرف عليها من خلال كلمة "سميث" المميزة في كل مجلد بواسطة أمين مكتبة الملك.
لا يبدو أنه كانت هناك أي عمليات شراء كبيرة أخرى قبل عام 1766، وذلك ربما لأن موظفي المكتبة كانوا منشغلين بتنظيم الكتب التي تم الحصول عليها من سميث. ومع ذلك، من عام 1766 فصاعدًا، بدأ الملك في تطوير المجموعة بشكل كبير، حيث أنفق ما معدله 1500 جنيه إسترليني سنويًا على الكتب لبقية فترة حكمه. كانت الفترة ذات الأهمية الخاصة هي 1768-1771، عندما سافر فريدريك أوغستا بارنارد، أحد موظفي المكتبة، كثيرًا في أوروبا نيابة عن الملك، وقام بمشتريات كبيرة. جاءت مقتنيات مهمة في وقت لاحق من مكتبات جيمس ويست وأنتوني أسكيو وريتشارد فارمر وغريمور جونسون ثوركيلين حيث تم طرح كل واحدة من هذه المكتبات في السوق. تضمنت التبرعات الكبيرة للمكتبة 27 منحة قدمها يعقُوب براينت في عام 1782. استمرَّ الحصول على مجموعات ومجلّدات أخرى في السنوات الأخيرة من حكم الملك، عندما كان الأمناء يديرون شؤونه بسببِ مرضه العقلي.
تم الاحتفاظ بالمكتبة في بيت الملكة (بالإنجليزية: Queen's House)، وتم توسيع المقر لاحقًا وإعادة تسميته باسم قصر باكنغهام. هناك احتلَّت أربع غرف مبنية خصيصًا للكُتب. من سبعينيات القرن الثامن عشر على الأقل تم تجليد الكتب في المبنى، وبحلول عام 1776 احتلَّت الكتب خمس غرف في الطابق السفلي. يمكن وصف أسلوب التجليد والتنظيم والترتيب في المكتبة بأنه «جيد، لكنه ليس باهرًا». ريتشارد دالتون، الذي عينه جورج الثالث أمين مكتبة منذ عام 1755 فصاعدًا، كان مسؤولاً عن المجموعة حتى عام 1774. تبعه بارنارد، الذي كان كبير أمناء المكتبات حتى نقل المجموعة إلى المتحف البريطاني. يبدو من غير المحتمل أن يكون لدالتون أي تأثير كبير على طريقة تطوير المجموعة، لكن بارنارد لعب دورًا مركزيًا، فعلى سبيل المثال لا الحصر كان يتخذُ العديد من القرارات، أو ربما معظمها، بشأن الكتب التي يجب شراؤها، كما نَظَمَ صموئيل جونسون سياسة المجموعة الخاصة بالمكتبة. كانت المكتبة مفتوحة لأي شخص لديه غرض علمي حقيقي، وفي حياة جورج زارها جون آدامز وجوزيف بريستلي وكذلك جونسون. يُشار إلى أن الملك سمح لعلماء مثل بريستلي، الذي اختلف مع آرائهم السياسية والدينية، باستخدام المكتبة.

### في المتحف البريطاني (1827-1997)
عندما توفي جورج الثالث في عام 1820، لم يكن من الواضح ما الذي كان ينوي حدوثه للمكتبة بعد وفاته، وما إذا كانت الآن ملكية شخصية لوريثه، جورج الرابع، أم أنها مملوكة للمكتبة. تم حل هذه المشكلات في يناير 1823 عندما كتب جورج الرابع، بعد فترة من المفاوضات مع الحكومة، إلى رئيس الوزراء لورد ليفربول يعرض المكتبة للأمَّة. في الفترة الفاصلة ظهرت شائعات في الصحافة البريطانية بأنه يفكر في بيع المكتبة إلى القيصر. من غير المعروف ما إذا كانت هذه شائعة أم حقيقة. من خلال التخلي عن المكتبة، تمكَّن الملك من تجنب نفقات صيانتها (أكثر من 2000 جنيه إسترليني سنويًا) في وقتٍ واجهَ فيه صعوبات مالية وكذلك لتسهيل إعادة تطوير قصر باكنغهام، وهو مشروع له أهمية كبيرة بالنسبة له، وحدد أن المكتبة يجب أن تبقى، وأن تكونَ منفصلة عن أي مجموعة أخرى.
في غضون أشهر، وافق البرلمان على أن المتحف البريطاني سيكون المنزل الجديد للمجموعة، على الرغم من أن بعض الصحف والشخصيات العامة كانت لا تزال تُناقش إنشاء مكتبة جديدة لجمعِ الكتب في جزء مختلف من لندن. افتقرَ المتحف إلى غرفة لإيواء المجموعة، لكن خططًا لتوسيع كلاسيكي جديد مهم لمباني المتحف قد تم وضعها بالفعل من قبل المهندس المعماري روبرت سميرك. في حين أن الحكومة قد قاومت لبعض الوقت طلبات المتحف للحصول على المال لهذا المشروع، فإنَّ الحاجة إلى توفير منزل مناسب للمكتبة تعني أنها وافقت الآن على تمويل أعمال البناء. وهكذا كان وصول مكتبة الملك حافزًا لنمو المتحف إلى المبنى الكبير الذي نراه اليوم. مع القليل من التغييرات على الخطط الأصلية، أصبحَ الجناح الشرقي من امتداد سميرك للمتحف المنزل الجديد للمكتبة. تم تشييد هذا المعرض عام 1823-187 ويبلغ طوله 300 قدمًا (91 مترًا)، وقد أطلق عليه لقب «أحد أنبل الغرف في لندن».
كانت المكتبة إضافة رئيسية لمجموعة كتب المتحف، حيث أضافت 65000 مجلد إلى 116000 مجلد سابق، وقدر المتحف أن 21000 فقط منها كانت مكررة. علاوة على ذلك، فإن العديد من نقاط القوة في مكتبة الملك، مثل الجغرافيا واللاهوت والأدب الإسباني والإيطالي، كانت مجالات ممثلة بشكل ضعيف بين كتب المتحف. احتفظ جورج الرابع بـ 33 كتابًا مطبوعًا من المكتبة لنفسه. كانت هذه في الغالب غير مجهولة، بما في ذلك سفر مزامير ماينز الموجود الآن في المكتبة الملكية، وندسور، ولكنها تضمنت أيضًا ملف شكسبير الأول. احتفظ جورج الرابع أيضًا بمخطوطتين: واحدة من صموئيل جونسون، تحتوي على مخططات للكتب المسقطة، ونسخة من الفيدا باللغة السنسكريتية، تم إجراؤها في بيناريس عام 1776.
خلال أربعينيات القرن التاسع عشر، كان ما يقرب من 13% من الكتب في المتحف مصدرها مكتبة الملك. نمت هذه النسبة المئوية في مجموعة كتب المتحف في العقود اللاحقة. بدءًا من عام 1857، تم استخدام المعرض لعرض مجلدات ملحوظة من مجموعة الكتب المطبوعة بالمتحف. عند اقترابِ نهاية الحرب العالمية الأولى، أدى عددٌ متزايد من الغارات الجوية إلى قيام المتحف بنقل الكتب الأكثر قيمة من لندن، حيث ذهب العديد منها إلى مكتبة ويلز الوطنية. تكرر هذا الاحتياط قُبيل اندلاع الحرب العالمية الثانية. في سبتمبر 1940، أصابت قنبلة المتحف، مما أدى إلى تدمير 428 مجلدًا من مكتبة الملك أو إتلافها بشكل لا يمكن إصلاحه. كان لدى المتحف نسخ طبق الأصل من 265 من هؤلاء في أماكن أخرى من مجموعاته. بالإضافة إلى ذلك، كان هناك 1000 مجلد آخر من مكتبة الملك بحاجة إلى الإصلاح. تم نقل بقية المجموعة إلى جزء أكثر أمانًا من المبنى، وأخيراً تم إجلاؤها من لندن إلى مكتبة بودليان في أكسفورد في عام 1943. تم الانتهاء أخيرًا من أعمال إصلاح المعرض في 1950-1951.

### المكتبة البريطانية (1997 حتى الآن)
في سبعينيات القرن الماضي، بدأت الاستعدادات لنقل مجموعة كتب المتحف إلى المكتبة البريطانية المنشأة حديثًا. جادل أمناء المتحف بأن مكتبة الملك يجب أن تبقى في مكانها، لكنهم لم ينجحوا في منع نقلها إلى المؤسسة الجديدة. المجموعة موجودة الآن في برج مكتبة الملك، وهو مبنى من الزجاج والبرونز من ستة طوابق في قاعة مدخل المكتبة البريطانية. صُمِّمَ البرج خصيصًا من قبل المهندس المعماري للمبنى، كولن ويلسون، ويحتوي أيضًا على مجموعة توماس جرينفيل. العناصر من كذا مجموعات متاحةٌ للقراءة من قبل الجمهور. يُعرف المنزل القديم للمجموعة في المتحف البريطاني، الذي تم ترميمه في 2000-2003، باسم معرض التنوير ويضم معرضًا دائمًا عن عصر التنوير، تم افتتاحه للاحتفال بالذكرى السنوية الـ 250 للمتحف في عام 2003.

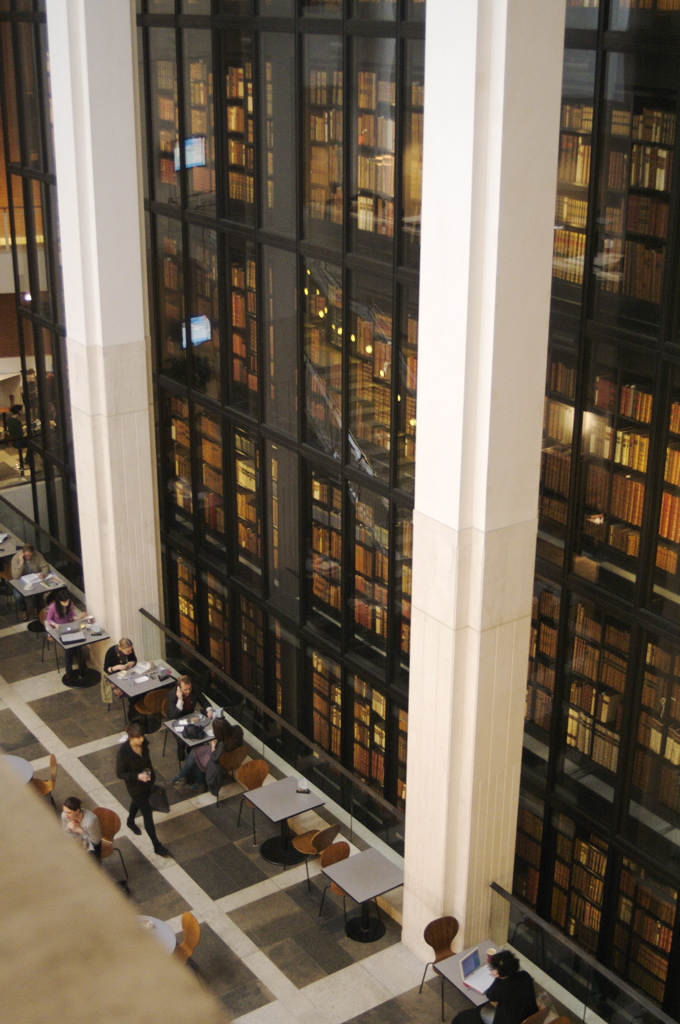
برج مكتبة الملك، 2008
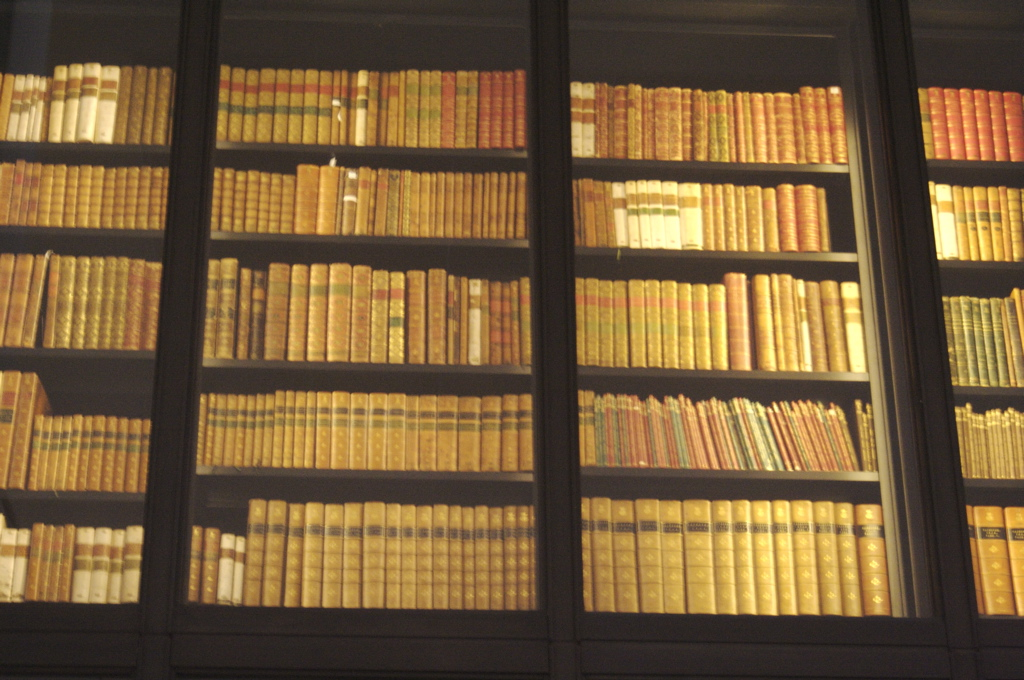
برج مكتبة الملك، 2008
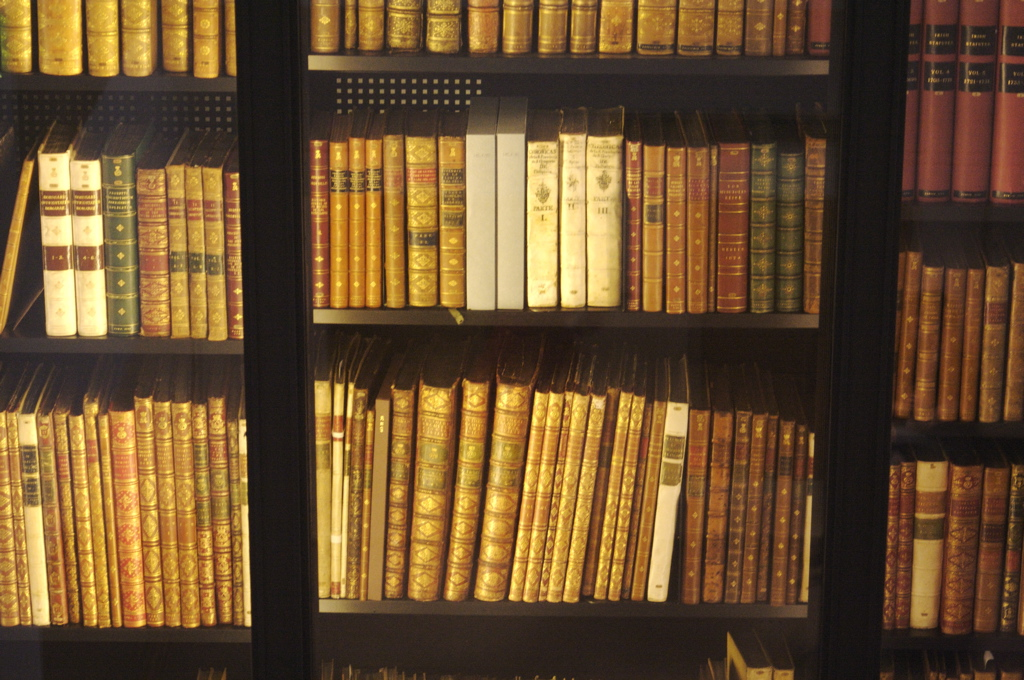
برج مكتبة الملك، 2008

## نطاق المكتبة
يتفق المؤرخون على أن جورج الثالث قصد أن تكون المكتبة مصدرًا شاملًا للباحثين، بدلًا من مجموعة من المجلدات النادرة أو التجليد الدقيق. بعبارة أخرى، كانت هذه مكتبة عاملة وليست تحفة فنية، على الرغم من احتوائها على بعض النوادر البارزة. وتشمل هذه الكتاب المقدس جوتنبرج ونسخة من الطبعة الأولى لكاكستون من حكايات كانتربري. إنّ شراء مكتبة ثوركيلين يعني أن هناك مجموعة بارزة من أكثر من 2000 عمل عن اللغة والأدب الاسكندنافي تنضافُ للمكتبة، وتتضمَّن المجموعة أيضًا أوراق شكسبير الأربعة الأولى.
تم تجميع أقدم فهرس معروف للمكتبة في عام 1769. نُشر كتالوج مكتبة ريجي (بالإنجليزية: Bibliothecae Regiae) وهو كتالوج للأعمال التي نظمها المؤلف، في خمسة مجلدات بين عامي 1820 و1829، وأشرف على تجميعه بارنارد. يوجد أيضًا كتالوج موضوع مكتوب بخط اليد، وربما بدأ العمل في كتالوج الموضوع هذا في تسعينيات القرن التاسع عشر، وتم تحديثه خلال عدة عقود لاحقة. تم فهرسة كتيبات المكتبة لأول مرة بعد انتقال المكتبة إلى المتحف البريطاني.
في عام 1769، احتوت المكتبة على 11200 عنوان مطبوع، في 19500 مجلد. بحلول الوقت الذي انتقل فيه إلى المتحف البريطاني في عام 1827، نما إلى 65000 مجلد مطبوع، بالإضافة إلى 17500 كتيب و446 مخطوطة. يعود تاريخ المخطوطات بشكل أساسي إلى عهد جورج الثالث والقليل منها ذو أهمية خاصة.
يُظهر تحليل فهرس الموضوعات أنه اعتبارًا من عام 1820، كانت 44٪ من العناوين في المكتبة تهتم بالتاريخ، و16٪ كانت أدبًا من أنواع مختلفة. تم تمثيل مجموعة واسعة من الموضوعات بأعداد أقل من الأعمال. لم يتمّ تمثيل الأدبيات الحديثة بشكل جيد، على سبيل المثال، لم يتم إدراج أي أعمال لجين أوستن. يبدو أن سياسة المكتبات كانت تقتصر على جمع الروايات بمجرد أن اتضح أن المؤلف المعني قد اكتسب سمعة دائمة وإيجابية. تم تضمين 260 طبعة من الكتاب المقدس، وحظيت أعمال من دول أوروبية أخرى بتمثيل جيد. على سبيل المثال، تم نشر 57٪ من كُتب التاريخ خارج بريطانيا. كانت هناك مجموعة جيدة من كتالوجات المكتبات من مجموعات أخرى، كما كانت هناك مجموعة جيدة من المنشورات الرسمية للبرلمان. بالنسبة لمكتبة من القرن الثامن عشر، كانت هناك مجموعة جيدة بشكل غير عادي من الدوريات، على الرغم من عدم جمع الصحف.

## روابط خارجية
- صفحة ويب المكتبة البريطانية
- صفحة ويب المكتبة البريطانية نسخة محفوظة 24 مارس 2012 على موقع واي باك مشين.
- صفحة المتحف البريطاني
- قاعدة بيانات المكتبة البريطانية لكتب نسخة محفوظة 21 أكتوبر 2022 على موقع واي باك مشين..
- نسخة مكتبة الملك من إنجيل جوتنبرج نسخة محفوظة 4 نوفمبر 2016 على موقع واي باك مشين..